# 佐味虫麻呂
佐味 虫麻呂（さみ の むしまろ）は、奈良時代の貴族。姓は朝臣。官位は従四位下・中宮大夫。

## 経歴
聖武朝初頭の神亀2年（725年）従六位上・中務少丞の官位にあったが、典鋳正・播磨弟兄が唐から持ち帰った甘子の種子を栽培して結実させたことにより、弟兄と共に従五位下に叙爵する。神亀6年（729年）長屋王の変に際して、式部卿・藤原宇合に従って衛門佐として六衛府の兵を率いて長屋王の邸宅を包囲する。しかし、乱後成立した藤原四子政権において、叙位や重要な官職への任官記録は残っていない。
橘諸兄政権下の天平15年（743年）従五位上に昇叙されると、のち越前守・治部大輔を歴任して、聖武朝末の天平20年（748年）正五位下に叙せられる。
孝謙朝末の天平宝字元年（757年）従四位下に叙せられ、淳仁朝の天平宝字3年（759年）7月に中宮大夫に任ぜられるが、同年10月19日卒去。最終官位は中宮大夫従四位下

## 官歴
『続日本紀』による。
- 時期不詳：従六位上。中務少丞
- 神亀2年（725年） 11月10日：従五位下
- 神亀6年（729年） 2月10日：見衛門佐
- 天平15年（743年） 5月5日：従五位上
- 天平17年（745年） 9月18日：越前守
- 天平19年（747年） 9月23日：治部大輔
- 天平20年（748年） 2月25日：正五位下
- 天平宝字元年（757年） 5月20日：従四位下
- 時期不詳：備前守
- 天平宝字3年（759年）7月3日：中宮大夫、備前守如故。10月19日：卒去（中宮大夫従四位下）